# 長野まゆみ
長野 まゆみ（ながの まゆみ、1959年8月13日 -）は、東京都出身の小説家。1982年、女子美術大学芸術学部産業デザイン科デザイン専攻卒業。自作の表紙等を描くイラストレーターでもある。

## 作風
小学3年生の時に竹宮惠子『空がすき!』（少年愛の要素がある）を読んで衝撃を受け、少年愛ものの世界に入り、萩尾望都や稲垣足穂を読んでいた。高校大学時代は少年愛ものの種類が少なかったので、ジュネのような古典や司馬遼太郎らの歴史小説まで読んでいたという。元々は少女漫画を描いていた。三島由紀夫を非常に高く評価しており、一番好きな作家と述べている。文章は三島と夏目漱石、内田百閒が好きで、稲垣足穂は取り扱っているものや感覚がおもしろく、自分なりに研究している。デビュー作『少年アリス』から宮沢賢治の作品をたびたび引用し、特に『銀河鉄道の夜』の引用が多い。1990年代はじめに、長野の中で宮沢賢治ブームがあったのだという。海外の古典は読んでおらず、ブラッドベリ、ハインライン等の「軽いSF」（本人談）を好んでいた。同時代のSFは読んでいない。
本人曰く、読者の9割は女性であり、女性のために作品を書いている。
デビューから一貫して独自の世界を切り開いており、文芸というジャンルの作家としては非常に多作である。日本のSFの精力的な作家のひとりでもある。耽美的な作風で、鉱石、機械、幻想世界だけに存在する美少年といったモチーフを繰り返し使用し、少年同士、あるいは少年と青年の関係を描いたものが多い。初期作品は兄弟や親友同士の友情や精神的な絆を多く描いている。ユニセックスな、いわゆる「やおい」的な要素があり、80年代のサブカルチャーとの関連性が指摘されている。独特の流麗な文章を特徴とし、旧字体を多く用いた作品もある。『少年アリス』から『天体議会』まで、ひとつのイメージから広がっていく世界が描かれている。この方法では100枚以上かけない、作家として広がらないという思いから『テレヴィジョン・シティ』が生まれ、この作品が作家としての転機となっている。
作風は純幻想文学からSFまで多彩で、メタノヴェル的な構造を含め、様々な試みを行っている。このような試みはあまり正当に評価されていないが、長野は文壇の状況は自作での試みと関係なく進んでおり、主に仕事をする河出書房の担当者もあきらめの境地に入ってしまったため、文壇周辺に通じなくてもいいという思いでより実験的な方向に進んでいったと述べている。福本直美は、長野の作風は「いかにして人間をやめるか、につきるのではないかと思う。」と評しており、長野は、「生物全般が好きで人間は嫌い、という姿勢でいつも書いている」と述べている。福山大学の秋枝(青木)美保は、長野の作品世界は、作者の美意識によって選ばれた独特の記号で埋め尽くされた、美しくも平面的な仮想現実であり、多重の模擬世界を表現することで、現実から二重三重の疎隔感があると指摘している。また、1980年代の少女漫画には宮沢賢治の作品がよく引用されていたが、長野の作品はその延長にあると述べている。
比較的初期から多重人格的な人間の意識の奇妙さが描かれており、長野は「意識・記憶・身体」というテーマからはなかなか離れられないと述べている。こうしたテーマへの興味は自然に湧いたものだが、物理学系、生物学系のニュースは意識して見ているという。1990年代に入って急激に増加した植物の生物学的な情報、バイオテクノロジーの知見が、『新世界』『超少年』「サマーキャンプ』といった作品につながっている。

## 活動
有限会社耳猫風信社設立（設立日不明）。
- 同名の作品を光文社から1994年に刊行しており、社名はこの作品名に由来する。
- 社長に自身は就かず、長野が鉱石愛好家であることから、鉱石や耳猫風信社謹製品の店舗販売や即売会、またファンクラブの後援をする目的で設立された。
- 当初は、店舗兼事務所を小金井に構え、舗の屋号は耳猫雑貨舗、会社の屋号は耳猫風信社としていた。(原作の耳猫風信社はラジオ局である)
- その後、中野に移転するなど各地を巡り、店舗販売をしていたが、現在は店舗販売からは撤退し、耳猫風信社HPで通信販売をしている。
- 同社が販売する商品は、希少価値の高い物や少数生産の商品が多いため、人気商品を購入するためには長野描き下ろしの小冊子に記載されている《受注番号》が必要であり、この《受注番号》を手に入れる為には同社発行の小冊子を購入しなければならず、会費の代わりに小冊子の購入を勧める計らいがなされている。
- 近年は画廊を貸切ってイベントを催したり、イベントに出店するなど、精力的に活動を継続している。

## 経歴・受賞
デパート勤務、フリーの商業デザイナーを経て小説家デビュー。
- 1988年に『少年アリス』で第25回文藝賞受賞。第2回三島由紀夫賞候補作。
- 1990年10月にファンクラブ「三月うさぎのお茶会」が発足され、株式会社河出書房新社内に「三月うさぎのお茶会事務局」設置、2004年3月に同会を閉会、事務局は存続。同年4月から「少年電氣倶楽部」として新たに活動を開始。
- 2015年、『冥途あり』で第43回泉鏡花文学賞受賞[5]、第68回野間文芸賞受賞[6]。

## 作品

### シリーズ作品
- 天球儀文庫series （挿絵 鳩山郁子）作品社 のち河出文庫 全一巻
  - 『月の輪船』（1991年10月）
  - 『夜のプロキオン』（1991年11月）
  - 『銀星ロケット』（1992年3月）
  - 『ドロップ水塔』（1992年7月）

- 新世界series  河出書房新社 のち河出文庫
  - 『新世界<1st>』（1996年6月）
  - 『新世界<2nd>』（1996年10月）
  - 『新世界<3rd>』（1997年4月）
  - 『新世界<4th>』（1998年4月）
  - 『新世界<5th>』（1998年7月）

- 青い鳥少年文庫series  作品社 のち写真のみ収録の再編集版『POSTCARD BOOK』全4巻
  - 『オルスバン』（1999年2月）
  - 『ヒルサガリ』（1999年5月）
  - 『オトモダチ』（1999年8月）
  - 『ギンノヨル』（1999年11月）

- 凛一series  集英社 のち集英社文庫
  - 『白昼堂々』（1997年9月）
  - 『碧空』（1998年11月）
  - 『彼等』（2000年5月）
  - 『若葉のころ』（2001年11月）

- 左近の桜series 角川書店 のち角川文庫
  - 『左近の桜』（2008年7月）
  - 『咲くや、この花 左近の桜』（2009年3月）
  - 『さくら、うるわし 左近の桜』（2017年11月）
  - 『その花の名を知らず 左近の桜』（2021年2月）

### シリーズ外作品
- 『少年アリス』（1989年、河出書房新社）のち河出文庫
- 『野ばら』（1989年、河出書房新社）のち河出文庫
- 『夜啼く鳥は夢を見た』（1990年、河出書房新社）のち河出文庫
- 『魚たちの離宮』（1990年、河出書房新社）のち河出文庫
- 『天体議会 Planet Blue』（1991年、河出書房新社）のち河出文庫
- 『夜間飛行 Moon sherbet』（1991年、河出書房新社）のち河出文庫
- 『星降る夜のクリスマス』（1991年、河出書房新社）文庫「聖月夜」に収録
- 『少年アリス三月うさぎのお茶会へ行く』（1992年、河出書房新社）文庫「聖月夜」に収録
- 『学校ともだち』（1992年、学習研究社）のち河出文庫
- 『テレヴィジョン・シティ』(上・下)（1992年、河出書房新社）のち河出文庫（2016年4月合冊版として復刊）
- 『クリスマスの朝に』（1992年、河出書房新社）文庫「聖月夜」に収録
- 『レプリカキット』（1992年、学習研究社）のち河出文庫「螺子式少年」
- 『仔犬の気持ち Puppy's feeling』（1992年、河出書房新社）文庫「聖月夜」に収録
- 『三日月少年漂流記』（1993年、河出文庫）のち単行本
- 『夏至南風』（1993年、河出書房新社）のち河出文庫
- 『行ってみたいな、童話の国』（1993年、河出書房新社）のち河出文庫
- 『カンパネルラ』（1993年、河出文庫）のち単行本
- 『夏季休暇』（1994年、河出文庫）のち単行本
- 『鉱石倶楽部』（1994年、白泉社）のち文春文庫
- 『雨更紗』（1994年、河出書房新社）のち河出文庫
- 『夏至祭』（1994年、河出文庫）のち単行本
- 『雪花草子』（1994年、河出書房新社）のち新潮文庫
- 『耳猫風信社』（1994年、光文社）のち文庫、河出文庫「綺羅星波止場」
- 『夏帽子 A STRAW HAT』（1994年、作品社）のち河出文庫
- 『銀河電燈譜』（1994年、河出書房新社）
- 『宇宙百貨活劇 ペンシルロケット・オペラ』（1995年、河出文庫）
- 『八月六日上々天気』（1995年、河出書房新社）のち河出文庫
- 『新学期』（1995年、河出書房新社）のち河出文庫
- 『綺羅星波止場＊』（1995年、河出文庫）
- 『聖月夜』（1995年、河出文庫）
- 『賢治先生』（1995年、河出書房新社）のち河出文庫
- 『上海少年』（1995年、集英社）のち集英社文庫
- 『月の船でゆく』（1996年、光文社）のち光文社文庫
- 『兄弟天気図』（1996年、河出書房新社）のち河出文庫
- 『鳩の栖』（1996年、集英社）のち集英社文庫
- 『天然理科少年』（1996年、角川書店）のち文春文庫
- 『銀木犀』（1997年、河出文庫）
- 『水迷宮 汪の巻』（1997年、河出書房新社）
- 『水迷宮 瀧の巻』（1997年、河出書房新社）

- 『超少年』（1999年、河出書房新社）のち河出文庫
- 『サマー・キャンプ』（2000年、文藝春秋）のち文春文庫
- 『ぼくはこうして大人になる』（2000年、大和書房）のち新潮文庫、角川文庫
- 『海猫宿舎』（2000年、光文社）のち光文社文庫
- 『絶対安全少年』（2000年、作品社）のちポプラ文庫
- 『千年王子』（2001年、河出書房新社）
- 『東京少年』（2002年、毎日新聞社）のち光文社文庫
- 『猫道楽』（2002年、河出書房新社）のち文庫
- 『ユーモレスク』（2003年、マガジンハウス）のちちくま文庫
- 『コドモノクニ』（2003年、河出書房新社）のち河出文庫
- 『三日月少年の秘密』（2003年、河出書房新社）のち河出文庫
- 『紺極まる』（2003年、大和書房）のちだいわ文庫（『鳩の栖』収録作「紺碧」「紺一点」の続編）
- 『よろづ春夏冬中』（2004年、文藝春秋）のち文春文庫
- 『時の旅人』（2005年、河出書房新社）
- 『箪笥のなか』（2005年、講談社）のち講談社文庫
- 『あめふらし』（2006年、文藝春秋）のち文春文庫
- 『となりの姉妹』（2007年、講談社）のち講談社文庫
- 『メルカトル』（2007年、大和書房）のち角川文庫
- 『カルトローレ』（2008年、新潮社）のち新潮文庫
- 『改造版 少年アリス』（2008年、河出書房新社）
- 『お菓子手帖』（2009年、河出書房新社）
- 『レモンタルト』（2009年、講談社）のち講談社文庫
- 『白いひつじ』（2009年、筑摩書房）のち角川文庫（改題『いい部屋あります。』）
- 『野川』（2010年、河出書房新社）のち河出文庫
- 『デカルコマニア』（2011年、新潮社）のち角川文庫
- 『チマチマ記』（2012年、講談社）のち講談社文庫
- 『あのころのデパート』（2012年、新潮社）のち新潮文庫
- 『45°』（2013年、講談社）のち講談社文庫（改題『45° ここだけの話』）
- 『ささみみささめ』（2013年、筑摩書房）
- 『団地で暮らそう！』（2014年、毎日新聞社）
- 『兄と弟、あるいは書物と燃える石』（2015年6月、大和書房）
- 『冥途あり』（2015年7月、講談社）のち講談社文庫
- 『フランダースの帽子』（2016年2月、文藝春秋）
- 『銀河の通信所』（2017年8月、河出書房新社）
- 『カムパネルラ版 銀河鉄道の夜』（2018年12月、河出書房新社）
- 『ゴッホの犬と耳とひまわり』（2022年11月、講談社）

### 随筆
- ことばのブリキ罐（1992年3月、河出書房新社）のち新装版 文庫「宇宙百貨活劇＊」に収録
  - 長野まゆみワールド辞典
- 都づくし旅物語　京都・大阪・神戸の旅（1994年2月、河出書房新社）のち文庫「遊覧旅行」
- 玩具草子（2002年2月、作品社）

### アンソロジー
- 『小説乃湯 お風呂小説アンソロジー』（有栖川有栖・編。2013年3月、角川書店）『左近の桜』より「花も嵐も春のうち」を収録。
- 『忘れられない一冊』（2013年9月6日、朝日文庫）『少年愛の美学』（著：稲垣足穂）についてを収録。
- 『名探偵登場！』（2014年4月、講談社）のち講談社文庫。「ぼくの大伯母さん」を収録。
- 『長野まゆみの偏愛耽美作品集』（2022年2月、中央公論新社）著者おすすめの作品を収録したアンソロジー集。

### 未文庫化作品
- 『銀河電燈譜』『水迷宮 汪の巻』『水迷宮 瀧の巻』『青い鳥少年文庫 シリーズ』『千年王子』『時の旅人』『改造版 少年アリス』『お菓子手帖』

### 翻訳
- 韓国版『少年アリス』[7]
- 台湾版『新世界』全5巻（2007年、長野真弓名義）[8]